# 윤학길
윤학길(尹學吉, 1961년 7월 4일~)은  전 대한민국 야구 선수, 지도자이며 그의 딸은 여자 펜싱 (사브르) 선수인 윤지수이다.
초등학교(울산 장생포) 5학년 때 야구를 시작했으며 중학교(울산 학성중) 2학년 때 야구부가 있는 부산동성중학교로 전학가 부산상고 연세대를 졸업했음에도 울산 출신이란 자부심을 가졌고 어깨가 강하다는 이유 탓인지  고등학교 진학과 함께  2루수에서 투수로 전향했으며  본인과 같은 울산 출신인 유백만은 초등학교 6학년 때 부산으로 이사를 했고 초등학교 때 축구선수였으나(부산에서 초등학교 졸업(초량)) 중학교(부산남중) 때 야구를 시작했는데 고등학교(부산상고) 시절 투수와 3루수를 번갈아 맡았다가 고교 졸업 뒤 투수로 완전히 전향했다.
한편, 동아대 한양대에서 스카우트 제안이 왔지만 연세대를 최종 선택했다.

## 선수 시절

### 상무 야구단시절
1984년 롯데 자이언츠의 1차 지명을 받았으나, 입단하지 않고 상무에 입대하여 복무했다. 상무 복무 중에는 1984년 하계 올림픽에 참가했다.
군 복무를 마친 뒤 1986년 롯데 자이언츠의 1차 지명을 다시 받아 입단했다.

### 롯데 자이언츠시절
통산 308경기의 출장 중 231경기에 선발 등판해 100회의 완투를 했다. 통산 117승(103선발승)을 기록했고 그 중 75승이 완투승이었다.
한편, 1995년 9월 16일 태평양전 선발승으로 두 번째 개인 100선발승 투수가 됐는데 같은 팀 김시진이 1990년 4월 25일 OB전에서 완봉승을 거두어 첫 개인 100선발승 투수가 됐다.

## 야구선수 은퇴 후
롯데 자이언츠, 한화 이글스, 우리 히어로즈, LG 트윈스 등에서 주로 투수코치로 활동했다. 2012년에는 롯데 자이언츠의 2군 감독을 맡았다.

## 출신 학교
- 장생포초등학교
- 부산동성중학교
- 부산상업고등학교
- 연세대학교 교육과학대학 경영학과 80학번

## 수상
- 1988년 KBO 다승왕 (18승)(5구원승이 포함되어 있어[10] 이상윤(13선발승)[11]과 선발승 공동 2위(1위-한희민 14)[12])(이후 1992년 17선발승으로[13] 이강철[14]과 공동 최다 선발승)

## 등번호
- '30' (1986년)
- '29' (1987년 ~ 1997년)

## 특이사항
- 통산 완투 1위(231경기 선발 등판중 100완투, 완투율 43.3%)
- 통산 완투승 1위 (117승 중 74승이 완투승)
- 롯데 자이언츠 소속 투수들 중 가장 많은 승수를 올림

## 통산 기록
| 연 도           | 소 속           | 나 이           | 승 리 | 패 전 | 승 률 | 평 자 책 | 출 장 | 선 발 | 완 투 | 완 봉 | 세 이 브 | 홀 드 | 이 닝  | 피 안 타 | 피 홈 런 | 볼 넷 | 고 4 | 탈 삼 진 | 몸 맞 | 보 크 | 폭 투 | 실 점 | 자 책 | 타 자 수 | W H I P |
| --------------- | --------------- | --------------- | ----- | ----- | ----- | -------- | ----- | ----- | ----- | ----- | -------- | ----- | ------ | -------- | -------- | ----- | ---- | -------- | ----- | ----- | ----- | ----- | ----- | -------- | ------- |
| 1986            | 롯데            | 26              | 1     | 2     | .333  | 2.76     | 25    | 3     | 0     | 0     | 2        | 0     | 88.0   | 91       | 6        | 22    | 0    | 40       | 0     | 1     | 3     | 34    | 27    | 366      | 1.28    |
| 1987            | 롯데            | 27              | 13    | 10    | .565  | 2.57     | 31    | 20    | 13    | 2     | 1        | 0     | 200.0  | 191      | 4        | 62    | 5    | 84       | 3     | 0     | 2     | 66    | 57    | 815      | 1.27    |
| 1988            | 롯데            | 28              | 18    | 10    | .643  | 3.15     | 35    | 25    | 17    | 3     | 3        | 0     | 234.0  | 241      | 9        | 53    | 1    | 123      | 3     | 1     | 7     | 89    | 82    | 967      | 1.26    |
| 1989            | 롯데            | 29              | 16    | 11    | .593  | 2.70     | 38    | 30    | 18    | 3     | 2        | 0     | 250.0  | 221      | 12       | 68    | 4    | 141      | 5     | 0     | 1     | 92    | 75    | 1013     | 1.16    |
| 1990            | 롯데            | 30              | 3     | 12    | .200  | 4.07     | 26    | 21    | 5     | 2     | 0        | 0     | 143.2  | 157      | 10       | 42    | 2    | 64       | 2     | 0     | 1     | 78    | 65    | 615      | 1.39    |
| 1991            | 롯데            | 31              | 17    | 12    | .586  | 3.25     | 34    | 26    | 11    | 3     | 0        | 0     | 205.0  | 182      | 8        | 60    | 1    | 99       | 2     | 0     | 3     | 80    | 74    | 828      | 1.18    |
| 1992            | 롯데            | 32              | 17    | 5     | .772  | 3.61     | 30    | 28    | 14    | 2     | 2        | 0     | 212.0  | 204      | 16       | 58    | 1    | 131      | 3     | 0     | 7     | 87    | 85    | 873      | 1.24    |
| 1993            | 롯데            | 33              | 12    | 12    | .500  | 3.01     | 28    | 27    | 12    | 4     | 0        | 0     | 203.0  | 212      | 8        | 42    | 3    | 92       | 5     | 0     | 6     | 68    | 68    | 836      | 1.25    |
| 1994            | 롯데            | 34              | 4     | 7     | .364  | 5.35     | 18    | 18    | 2     | 0     | 0        | 0     | 112.2  | 141      | 15       | 25    | 1    | 49       | 3     | 0     | 3     | 77    | 67    | 498      | 1.47    |
| 1995            | 롯데            | 35              | 12    | 8     | .600  | 3.28     | 24    | 24    | 6     | 1     | 0        | 0     | 159.1  | 148      | 9        | 31    | 1    | 71       | 9     | 0     | 3     | 68    | 58    | 633      | 1.12    |
| 1996            | 롯데            | 36              | 3     | 5     | .375  | 4.58     | 15    | 9     | 2     | 0     | 0        | 0     | 53.0   | 55       | 4        | 21    | 2    | 19       | 4     | 0     | 1     | 35    | 27    | 233      | 1.43    |
| 1997            | 롯데            | 37              | 1     | 0     | 1.000 | 12.00    | 4     | 0     | 0     | 0     | 0        | 0     | 3.0    | 8        | 2        | 3     | 0    | 3        | 0     | 0     | 0     | 6     | 4     | 21       | 3.67    |
| KBO 통산 : 12년 | KBO 통산 : 12년 | KBO 통산 : 12년 | 117   | 94    | .555  | 3.33     | 308   | 231   | 100   | 20    | 10       | 0     | 1863.2 | 1851     | 103      | 487   | 21   | 916      | 39    | 2     | 37    | 780   | 689   | 7698     | 1.26    |

- 시즌 기록 중 굵은 글씨는 해당 시즌 최고 기록, 빨간 글씨는 역대 최고 기록

## 가족 관계
- 딸은 1993년생인 윤지수의 펜싱 선수이다.